# Jussey
Jussey település Franciaországban, Haute-Saône megyében. Lakosainak száma 1550 fő (2022. január 1.). Jussey Betaucourt, Bougey, Cemboing, Cendrecourt, Gevigney-et-Mercey, Montigny-lès-Cherlieu, Montureux-lès-Baulay, Raincourt és Saint-Marcel községekkel határos.

## Népesség
A település népességének változása:
| Lakosok száma | 1683 | 1655 | 1688 | 1613 | 1581 | 1548 | 1543 | 1542 | 1550 |
|               | 2013 | 2015 | 2016 | 2017 | 2018 | 2019 | 2020 | 2021 | 2022 |